# Szczeciorożek ostrewnik
Szczeciorożek ostrewnik (Loricera pilicornis) – gatunek chrząszcza z rodziny biegaczowatych i podrodziny szczeciorożkowatych. Zamieszkuje palearktyczną Eurazję i nearktyczną Amerykę Północną.

## Taksonomia
Gatunek ten opisany został po raz pierwszy w 1758 roku przez Karola Linneusza na łamach dziesiątego wydania Systema Naturae pod nazwą Carabus caerulescens. Za ważny jednak uznaje się epitet gatunkowy nadany w 1775 roku przez Johana Christiana Fabriciusa w kombinacji Carabus pilicornis. W 1802 roku Pierre-André Latreille umieścił go w nowym, wówczas monotypowym rodzaju Loricera. Klasyfikowany jest w podrodzaju nominatywnym Loricera s.str..
Wyróżnia się w jego obrębie dwa podgatunki:
- Loricera pilicornis congesta Mannerheim, 1853
- Loricera pilicornis pilicornis (Fabricius, 1775)

## Morfologia

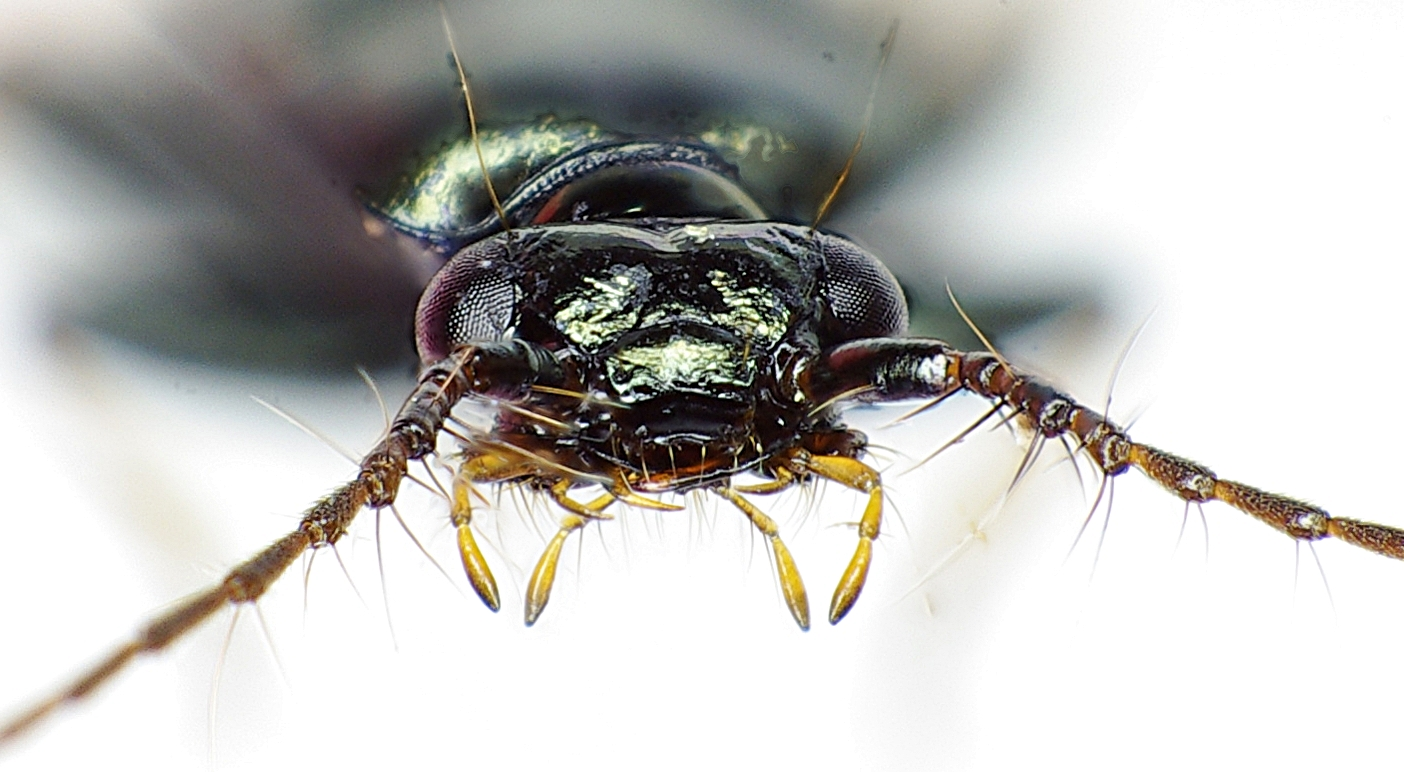
Głowa od przodu

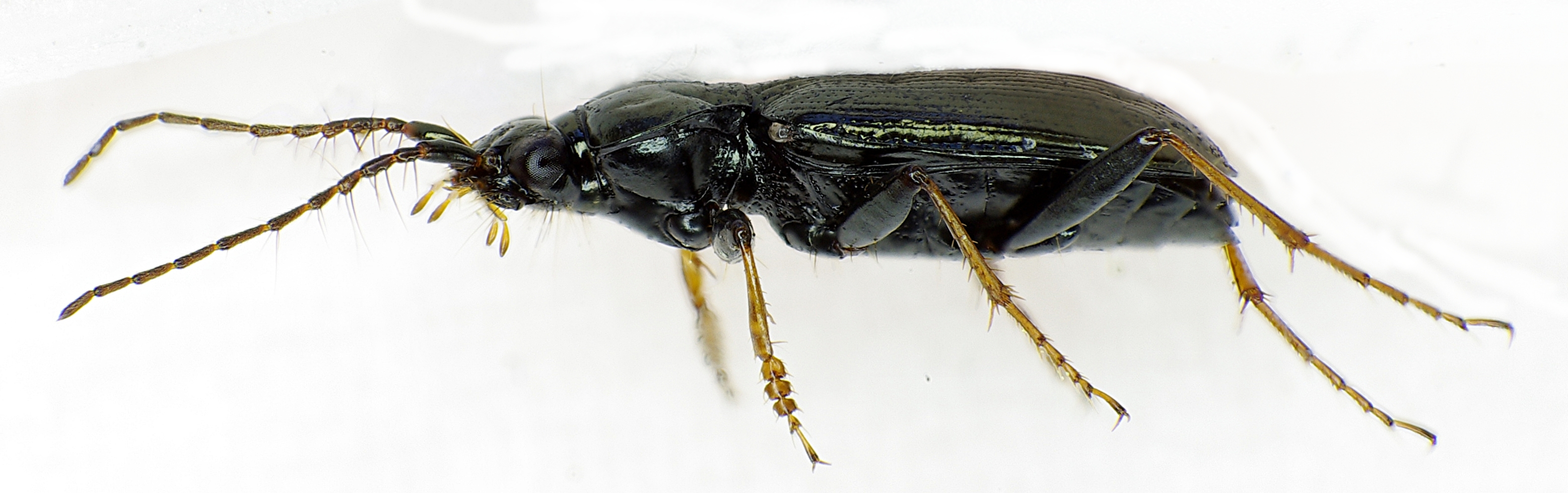
Widok z boku

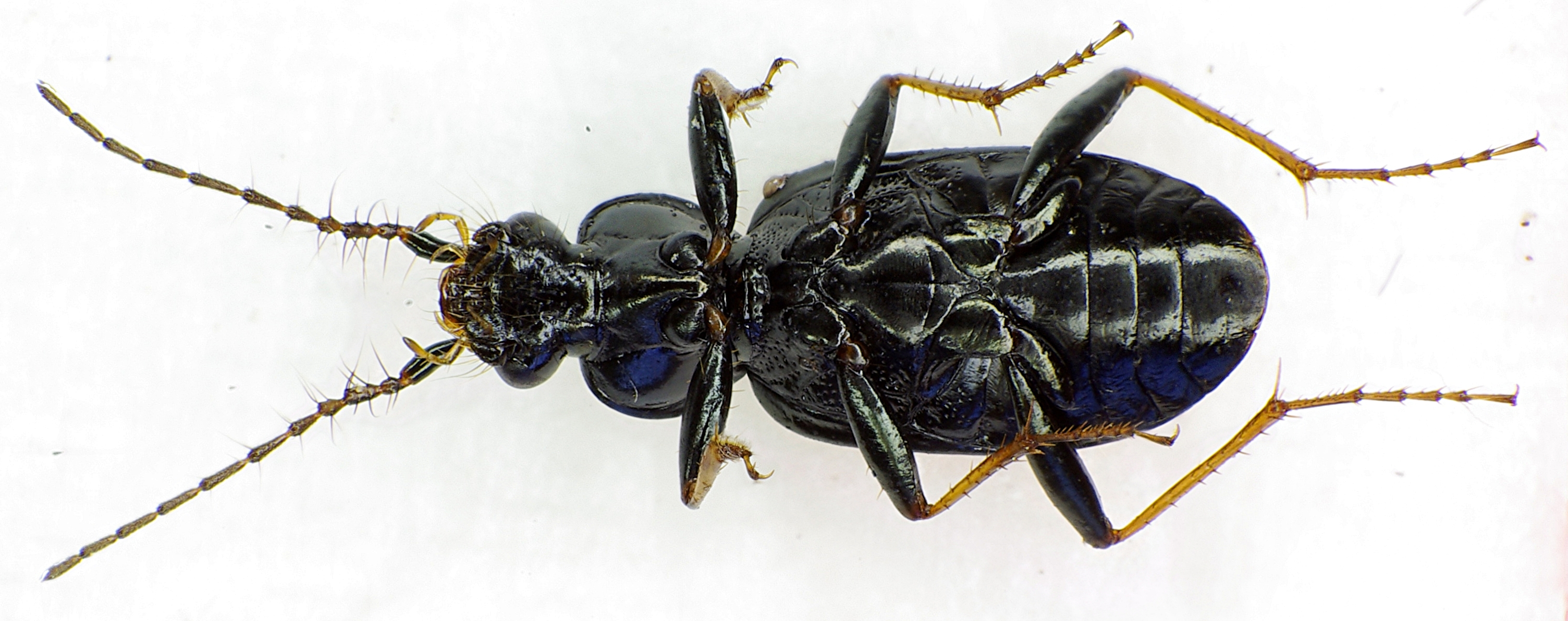
Spód ciała

Chrząszcz o wydłużonym ciele długości od 6,3 do 8,7 mm. Wierzch ciała ubarwiony jest czarno z połyskiem ciemnobrązowym lub zielonkawomiedzistym, rzadziej pokrywy są czarniawoniebieskie lub spiżowe z krawędziami bocznymi i wierzchołkiem żółtawobrązowymi, jasnobrązowymi lub brązowoczerwonymi. Kolor głaszczków, goleni i stóp jest czerwonożółty. Spód ciała jest metalicznie zielony. Jak u innych szczeciorożków  na członach czułków od drugiego do szóstego występują długie, dłuższe od samych członów szczecinki. Pokrywy mają jedną parę chetoporów przytarczkowych i do dwóch do czterech (zwykle trzy) pary chetoporów dyskalnych, dodatkowo z chetoporem na piątym międzyrzędzie występującym tylko na jednej z pokryw. Skrzydła tylnej pary są w pełni wykształcone.

## Ekologia i występowanie
Owad eurytopowy, rozmieszczony od nizin po góry, zasiedlający podmokłe i wilgotne lasy, porośnięte roślinnością pobrzeża wód, mokradła oraz wilgotne łąki i pola. Wykazuje specjalizację w polowaniu na skoczogonki, zarówno w z stadium larwalnym, jak i dorosłym, aczkolwiek uzupełnia dietę innymi drobnymi stawonogami. Owady dorosłe chwytają skoczogonki w klatkę utworzoną przez szczecinki na czułkach. Larwy wykorzystują do tego celu wydłużone szczęki z pokrytymi lepką wydzieliną wierzchołkowymi członami żuwek zewnętrznych oraz piłkowane żuwaczki.
Gatunek holarktyczny, cyrkumborealny.
Podgatunek nominatywny w Europie znany jest z Wielkiej Brytanii, Francji, Belgii, Holandii, Niemiec, Szwajcarii, Liechtensteinu, Austrii, Włoch, Danii, Szwecji, Norwegii, Finlandii, Estonii, Łotwy, Litwy, Polski, Czech, Słowacji, Węgier, Białorusi, Ukrainy, Mołdawii, Bułgarii, Słowenii, Chorwacji, Bośni i Hercegowiny oraz europejskiej części Rosji. W Azji zaś podawany jest z syberyjskiej i dalekowschodniej części Rosji, Kazachstanu, Iranu, Mongolii, Korei Północnej, Japonii oraz Syczuanu, Heilongjiangu i Jilinu w Chinach. Poza tym znany jest z nearktycznej Ameryki Północnej. W Europie jest jedynym przedstawicielem podrodziny.
Podgatunek L. p. congesta zamieszkuje nearktyczną Amerykę Północną i dalekowschodnią część Rosji.